# 오늘 밤, 로맨스 극장에서
《오늘 밤, 로맨스 극장에서》(今夜、ロマンス劇場で, Color Me True)는 일본에서 제작된 타케우치 히데키 감독의 2018년 판타지, 멜로/로맨스 영화이다. 아야세 하루카 등이 주연으로 출연하였다. 일본에서 2018년 2월 10일 초연되었다.

## 출연

### 주연
- 아야세 하루카 : 미유키 역
- 사카구치 켄타로 : 켄지 역

### 조연
- 혼다 츠바사 : 나루세 토코 역
- 키타무라 카즈키 : 슌도 류노스케 역
- 나카오 아키요시 : 야마나카 신타로 역
- 이시바시 안나 : 요시카와 아마네 역
- 에모토 아키라 : 혼다 타다시 역
- 카토 고 : 나이 든 켄지 역

## 기타
- 조명: 오노 아키라
- 미술: 하라다 미츠오
- 세트: 모기 유타카

## 반응

### 박스오피스
이 영화는 298개관에 초연되었으며 193,000명의 관람객 수와 더불어 박스오피스에서 1위를 차지하였다.